# برنارد ممبي
برنارد ممبي (من مواليد 9 نوفمبر 1953 - 2023) هو سياسي تنزاني عضو التحالف من أجل التغيير والشفافية، وكان وزير خارجية تنزانيا من 2007 إلى 2015. شغل منصب عضو البرلمان عن دائرة متاما من 2000 إلى 2015.

## النشأة والتعليم
تلقى تعليمه في مدرسة روندو شيبوندا الابتدائية ومدرسة ماموبا اللاهوتية الثانوية. التحق بمدرسة إيتاجا الثانوية من أجل مستويات الدرجة أ. درس العلوم السياسية في جامعة دار السلام والعلاقات الدولية في جامعة جونز هوبكنز. أدى خدمته الوطنية لمدة عام واحد في معسكر أوليجورو العسكري في منطقة أروشا.

## وزير الخارجية

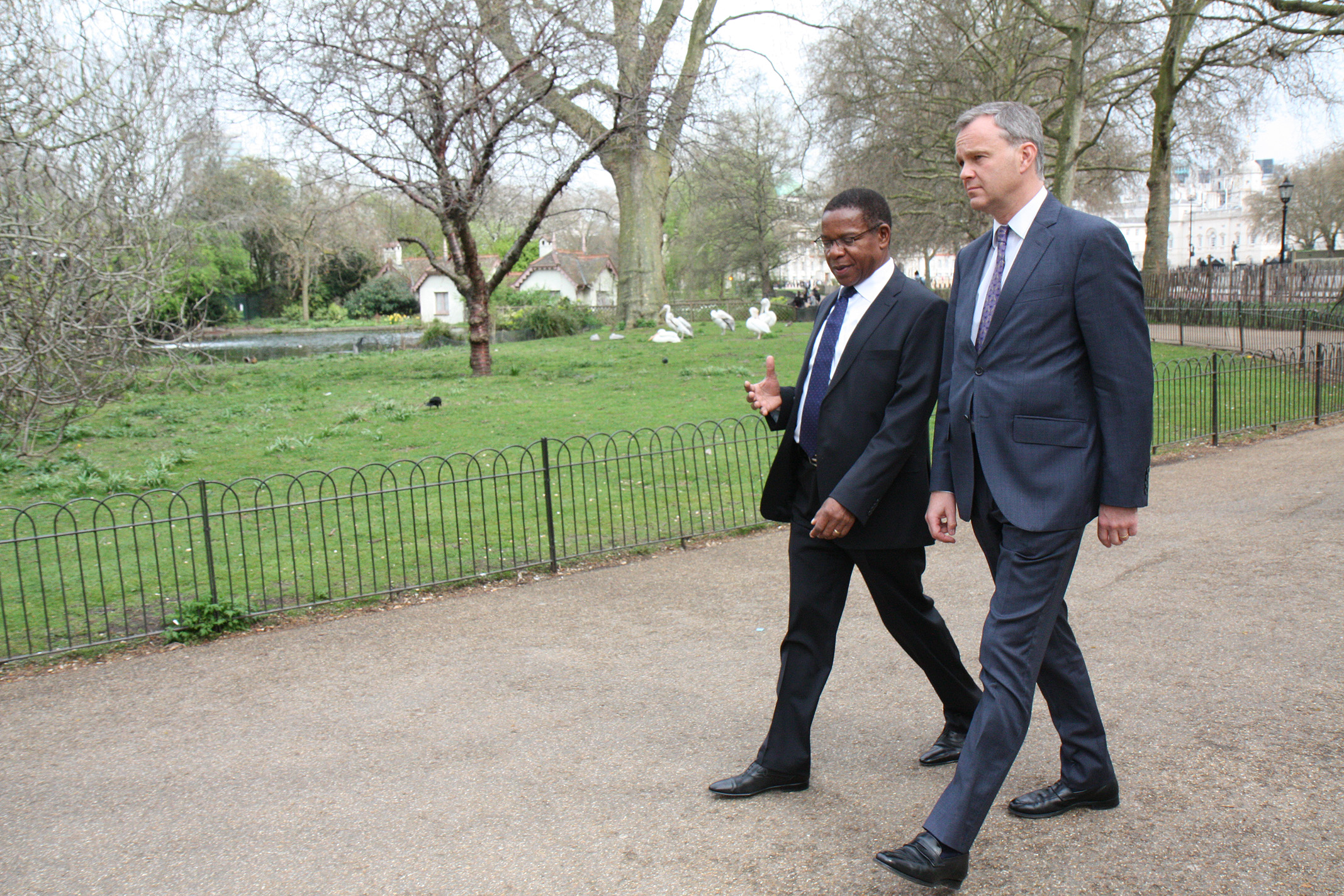
وزير الخارجية مارك سيموندز مع برنارد ممبي، وزير الخارجية والتعاون الدولي التنزاني في لندن، 31 مارس 2014.

في يونيو 2008 تحدث ممبي نيابة عن ثلاث دول من مجموعة سادك قائلاً إنه إذا تم إجراء انتخابات الإعادة في زيمبابوي فلن تكون أبدًا حرة ونزيهة بسبب العنف. واتهم جورام جومبو من حزب زانو بي إف الحاكم ممبي بالتحيز. في 2 سبتمبر قال إن تنزانيا ترغب في رؤية اتفاقية تقاسم السلطة 50-50 من أجل تجنب الأزمة الاقتصادية في زيمبابوي.
في نوفمبر 2010، في اليوم العالمي للتضامن مع الشعب الفلسطيني الذي أقيم في دار السلام، قال إن إسرائيل بحاجة إلى وقف حصار غزة، ووقف البناء غير القانوني في الأراضي المحتلة، وكذلك تفكيك الجدار العازل. كما استاء من استخدام إسرائيل المفرط للقوة قائلاً إن الفلسطينيين يقاتلون بالحجارة والمنجنيق لكن الإسرائيليين يردون بقوة غير متكافئة باستخدام الرصاص والقنابل. في أكتوبر 2011 شدد ممبي على أن تنزانيا تدعم بالكامل محاولة فلسطين الانضمام إلى الأمم المتحدة.
في مايو 2011، رفض ممبي قرار شركة بي آيه إي سيستمز بدفع مبلغ إكرامية قدره 29.5 مليون جنيه إسترليني لتنزانيا عن طريق مؤسسة خيرية. كان المبلغ المذكور بسبب بيع رادار باهظ الثمن إلى تنزانيا في عام 2002. وأصر على أنه لن يُسمح للمؤسسة الخيرية بالعمل في البلاد إذا استمر الدفع. نُقل عن ميمبي قوله: «هؤلاء الناس يحاولون يائسًا تبرئة أنفسهم من فضيحة الكسب غير المشروع ونقل المسؤولية إلى الحكومة، لكي يعتقد العالم أن تنزانيا فاسدة للغاية بحيث لا يمكن الوثوق بها». على الرغم من تصريح برنارد ميمبي بأن «هؤلاء الناس يحاولون يائسًا تبرئة أنفسهم من فضيحة الكسب غير المشروع ونقل المسؤولية إلى الحكومة، لكي يعتقد العالم أن تنزانيا فاسدة للغاية بحيث لا يمكن الوثوق بها» لم يدين أبدًا أي شخص في تنزانيا بسبب الفساد المتورط في فضيحة الشركة.
في مارس 2012 ورد أن إدوارد هوسا كبير مسؤولي مكافحة الفساد في تنزانيا ورئيس مكتب منع ومكافحة الفساد في تنزانيا، ذكر أنه لا يوجد تنزاني متورط في فضيحة رادار الشركة البريطانية. إن المستويات المتزايدة للفساد في تنزانيا في ظل نظام كيكويتي موثقة جيدًا، لكن تصريح هوساه الذي ورد في صحيفة ديلي نيوز المملوكة للدولة في تنزانيا في 31 مارس، إذا كان دقيقًا يدل على رفض متعجرف للتصدي له. لم يرد أي تعليق من برنارد ميمبي بعد تصريح هوسا هذا. كما تضررت وزارة خارجية ممبي بسبب قضية مزرعة سيلفرديل والسلوك الفاسد لعائلة مينجي القوية في تنزانيا.
في عام 2004 اشترى المستثمرون البريطانيون ستيوارت ميدلتون وسارة هيرميتاج عقد إيجار مدته 45 عامًا لمزارع سيلفرديل ومبونو الواقعة في منطقة هاي بمنطقة كليمنجارو من بنجامين مينجي، شقيق ريجنالد مينجي وهو صديق مقرب للرئيس كيكويتي ورئيس مؤسسة القطاع الخاص في تنزانيا.
بعد عام واحد من المهمة طالب بنيامين منجي بإعادة الإيجار، مشيرًا إلى أنه لم يتم دفعه بالكامل. كان هذا على الرغم من حقيقة أنه وقع على إيصال بالأموال. عندما رفض المستثمرون صرح بنجامين مينجي علنًا أمام كبار ضباط الشرطة أنه سيطرد المستثمرين من تنزانيا بأي وسيلة: «قطع إلى قطع في نعش، إذا لزم الأمر».
بعد ذلك تم شن حملة عنف ومضايقات دامت أربع سنوات ضد المستثمرين، يسّرتها الشرطة والقضاء وشارك فيها عدد كبير من مؤسسات الدولة. قاد بنيامين مينجي المستثمرين من تنزانيا باستخدام المحاكم والقضاء ووزراء الحكومة في حملة من العنف والفساد. لا يزال هذا السلوك الإجرامي دون رادع على الرغم من الوعود الشخصية التي قدمها الرئيس كيكويتي وبرنارد ممبي للحكومة البريطانية بأن سيادة القانون سيتم التمسك بها في هذه القضية.
رفعت ريجنالد مينجي دعوى قضائية ضد سارة هيرميتاج بتهمة التشهير في المحكمة العليا في لندن في أكتوبر 2012 بعد أن زعمت أنه استخدم شركة إعلامية لإدارة حملة إرهاب صحفي ضدها وضد عائلتها والموظفين التنزانيين لدعم حملة شقيقه للاستيلاء على استثماراتهم.
دافع هيرميتاج عن هذه القضية بنجاح. حكم القاضي بأن ريجنالد مينجي وشهوده كذبوا وضللوا المحكمة العليا في المملكة المتحدة. الأهم من ذلك وجدت المحكمة أنه كان متواطئًا في فساد شقيقه بنيامين في محاولاته لسرقة ممتلكات المستثمرين، أي عقد الإيجار لمزارع سيلفرديل ومبونو. يمكن قراءة الحكم في هذه القضية ويحدد الدليل الذي لا جدال فيه على انتهاك القانون الذي عانى منه المستثمرون خلال فترة وجودهم في تنزانيا.
يصرح برنارد ميمبي جهارًا بالتزام تنزانيا بالاستثمار الأجنبي. وإن كان على نطاق ضيق، فقد أتيحت الفرصة للمستثمرين البريطانيين في قضية سيلفرديل لتوفير تنمية مستدامة حقًا في تنزانيا وتحسين حياة الفقراء. يوضح عدد سيلفرديل كيف أن مناخ الحكم في تنزانيا لا يشجع الاستثمار الخاص. كما أنه يعمل ضد تعزيز رفاهية مواطني تنزانيا حتى الآن، حيث لم يدين وزير الخارجية برنارد ممبي فساد ريجنالد مينجي أو أي جانب من جوانب فشل حكومته في دعم قوانين تنزانيا فيما يتعلق بالحقوق القانونية للمستثمر البريطاني.
في 21 سبتمبر 2011 ظهر ممبي في برنامج محادثات أفريقي الذي استضافته شاكا سالي. سُئل عما إذا كانت تنزانيا قد ساعدت في الإطاحة بالرئيس السيشيلي جيمس مانشام في عام 1977 ووضع الاشتراكي الفرنسي فرانس-ألبير رينيه في السلطة. رد ممبي بالقول إن ألبرت ريني طلب مساعدة تنزانيا ولم يتردد التنزانيون في الذهاب إلى سيشيل لتحويل هذا الأرخبيل.

### رئيس المجلس التنفيذي للاتحاد الأفريقي
كوزير للخارجية شغل ممبي منصب رئيس المجلس التنفيذي للاتحاد الأفريقي لمدة عام واحد عندما تولت تنزانيا الرئاسة الدورية للهيئة القارية في يناير 2008. خلال فترة ولايته كان لدى موريتانيا وغينيا عضويتان معلقتان بعد الانقلاب الموريتاني عام 2008 والانقلاب الغيني عام 2008 على التوالي. ومُنعت وفودهم من حضور القمة نصف السنوية في يناير 2009. ونُقل عن ممبي قوله: «لا يوجد انقلاب جيد أو انقلاب سيئ. الانقلاب هو انقلاب ولا يمكن التسامح معه». كما قال إن الاتحاد الأفريقي ضد قرار اتهام الرئيس السوداني عمر البشير من قبل المحكمة الجنائية الدولية.

### النزاع الحدودي على بحيرة نياسا
في يوليو 2012 أبلغ ممبي نظيره الملاوي أن التنقيب عن النفط والغاز على الجانب الشرقي من بحيرة نياسا (المعروفة أيضًا باسم بحيرة ملاوي) يجب أن يتوقف فورًا حتى يتم حل ملكية البحيرة. تؤكد تنزانيا أن الحدود الدولية تمر عبر وسط البحيرة بينما تصر ملاوي على أن الحدود على الساحل التنزاني مستشهدة بمعاهدة هيليغولاند-زنجبار لعام 1890. في ديسمبر 2012 قدم خطاب طلب للوساطة نيابة عن تنزانيا إلى يواكيم تشيسانو رئيس منتدى رؤساء الدول والحكومات الأفارقة السابقين يطلب من المنتدى التوسط في النزاع. استبعد التدخل المتأخر من قبل مجلس الكنائس الملاوي والمجلس المسيحي لتنزانيا للتوسط حيث تم نقل الأمر إلى المنتدى الأفريقي.